# Mohammed Gassid
Mohammed Gassid Kadhim o Mohammed Kassid Kadhim (en árabe: محمد كاصد‎; nacido en Bagdad, Irak, 10 de diciembre de 1986) es un futbolista internacional iraquí. Juega de portero y su equipo actual es el Nayaf FC.

## Trayectoria
Mohammed Kassid empezó su carrera profesional en 2003 en el Al-Karkh.
Luego militó en el Al-Naft y en el Al-Shorta.
En 2008 firma un contrato con el Al-Zawraa.
Vida privada
Su hermano mayor, Wissam Kassid, también es arquero.

## Selección nacional
Es internacional con la Selección de fútbol de Irak, hasta la fecha ha disputado 54 partidos. Su debut con la camiseta nacional se produjo en 2007.
Ha sido convocado para disputar la Copa FIFA Confederaciones 2009.

## Clubes
| Club                 | País | Año       |
| -------------------- | ---- | --------- |
| Al-Karkh Sport Club  | Irak | 2003-2004 |
| Al-Naft              | Irak | 2004-2005 |
| Al-Shorta            | Irak | 2005-2008 |
| Al-Zawraa Sport Club | Irak | 2008-2010 |
| Arbil FC             | Irak | 2010-2011 |
| Al-Talaba            | Irak | 2011-2012 |
| Al-Shorta            | Irak | 2012-2015 |
| Al-Zawraa            | Irak | 2015-2017 |
| Al-Naft SC           | Irak | 2017-2018 |
| Al-Quwa Al-Jawiya    | Irak | 2018-2020 |
| Najaf FC             | Irak | 2020-     |